# Ellison Bay
Ellison Bay ist ein Ort im nördlichen Door County des US-amerikanischen Bundesstaats Wisconsin. Der Ort ist ein gemeindefreies Siedlungsgebiet mit dem Status „Census-designated place“ (zu Statistikzwecken gebildet). Das U.S. Census Bureau hat bei der Volkszählung 2020 eine Einwohnerzahl von 249 ermittelt.

## Geographie
Ellison Bay liegt im Osten Wisconsins am Westufer der Green Bay, einer Bucht des Michigansees. Das  Siedlungsgebiet erstreckt sich über eine Fläche von 6,89 km². Es ist Teil des Townships Liberty Grove.
Benachbarte Orte von Ellison Bay sind Rowleys Bay (6 km südöstlich), Gills Rock (8 km nordöstlich) und Sister Bay (9 km südwestlich). Die nächstgelegenen größeren Städte sind Green Bay (130 km südwestlich), Milwaukee (300 km südlich) und Madison (Hauptstadt von Wisconsin, 350 km südwestlich).
Der Wisconsin State Highway 42 verläuft als Hauptstraße durch den Ort.

## Geschichte

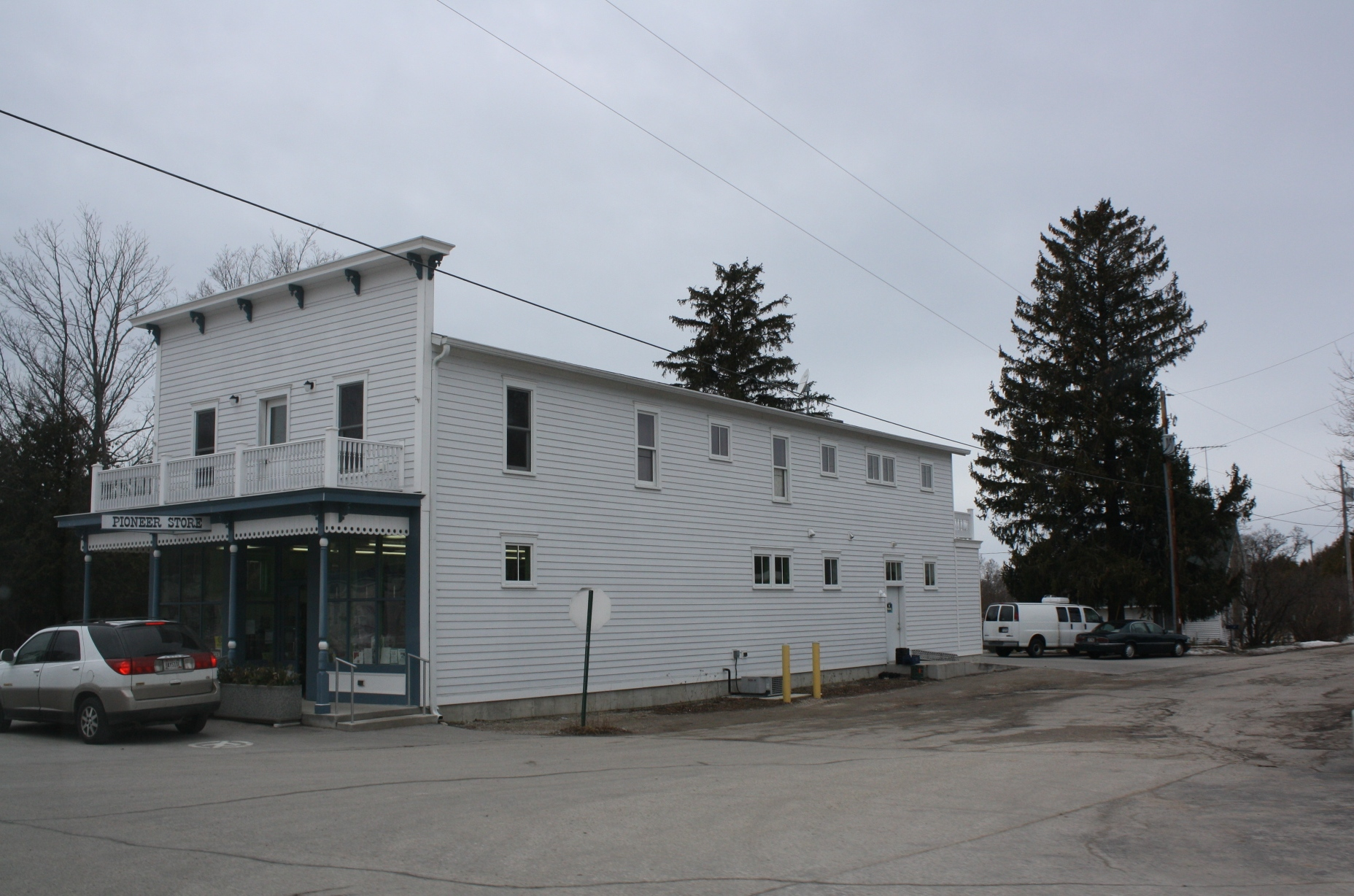
Der rekonstruierte Pioneer Store im Jahr 2011

Die Gemeinde wurde 1866 von dem dänischen Einwanderer Johan Berndt Eliason gegründet. Im 19. Jahrhundert bildeten Fischerei und Holzwirtschaft die wichtigsten Erwerbsquellen, die zu Beginn des 20. Jahrhunderts durch den Obstbau abgelöst wurden. Heute ist der Tourismus das bedeutendste Gewerbe.
Im Juli 2006 wurde der Pioneer Store aus dem Jahr 1900 durch eine Gasexplosion zerstört. Dabei wurden zwei Touristen getötet und zwölf weitere Personen verletzt. Durch die Explosion brannte ein benachbartes Gebäude nieder und ein weiteres wurde beschädigt. Für die Feuerwehren im Bereich Sister Bay/Liberty Grove forderte dieses Ereignis durch das Ausmaß der Sachschäden, die Schwere der Verletzungen und die Anzahl der Todesopfer den größten Einsatz der vergangenen Jahrzehnte.

## Sehenswürdigkeiten

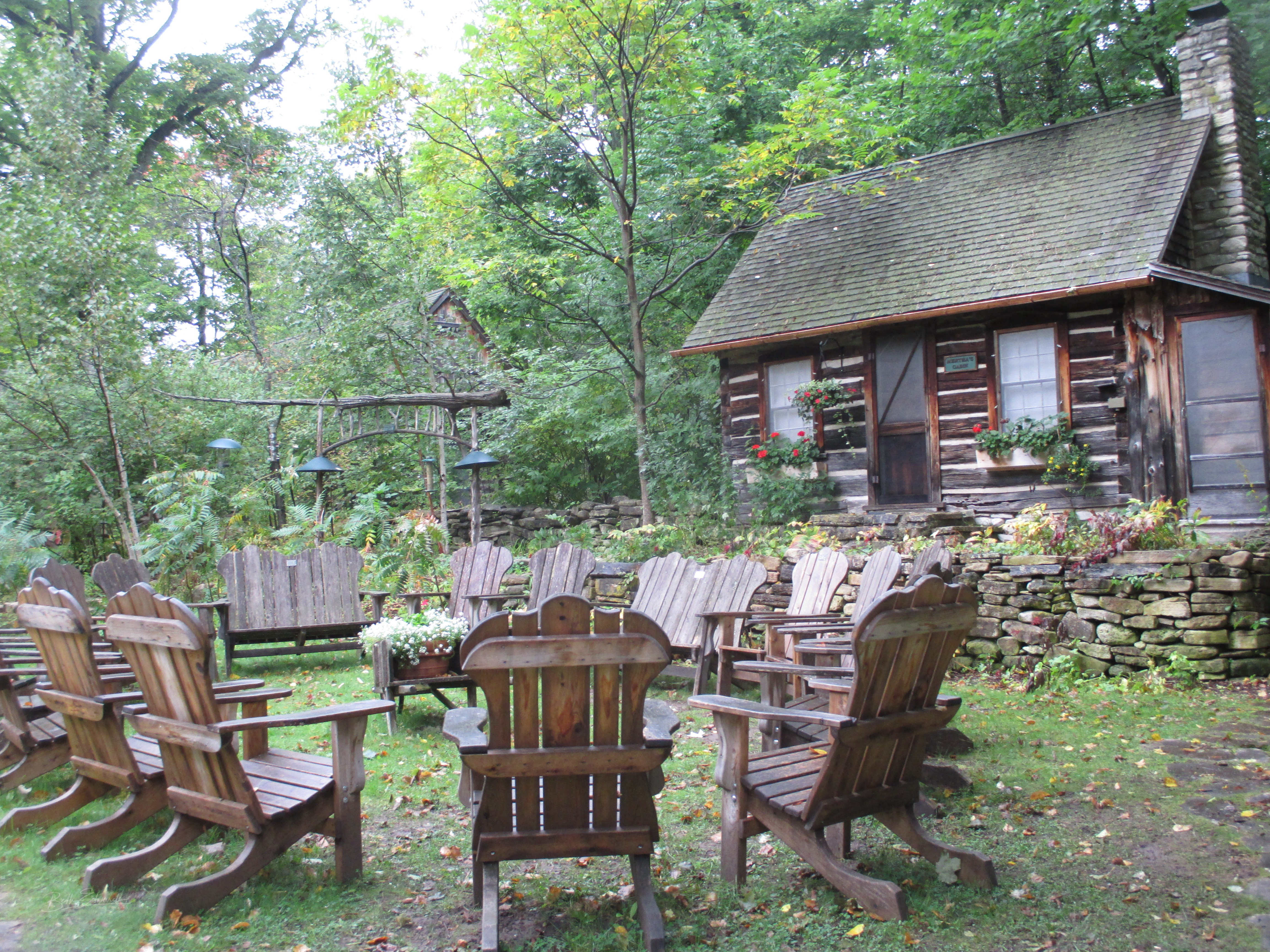
Clearing Folk School

### The Clearing
Die Gebäudeanlage der Clearing Folk School, ein im Jahr 1935 vom Landschaftsarchitekten Jens Jensen gegründetes Zentrum für Erwachsenenbildung, ist seit 1974 im National Register of Historic Places (Nationales Verzeichnis historischer Stätten) aufgeführt.

## Persönlichkeiten
- Jens Jensen (1860–1951), US-amerikanisch-dänischer Landschaftsarchitekt und Schulgründer